# フォルクスワーゲン・カルマンギア

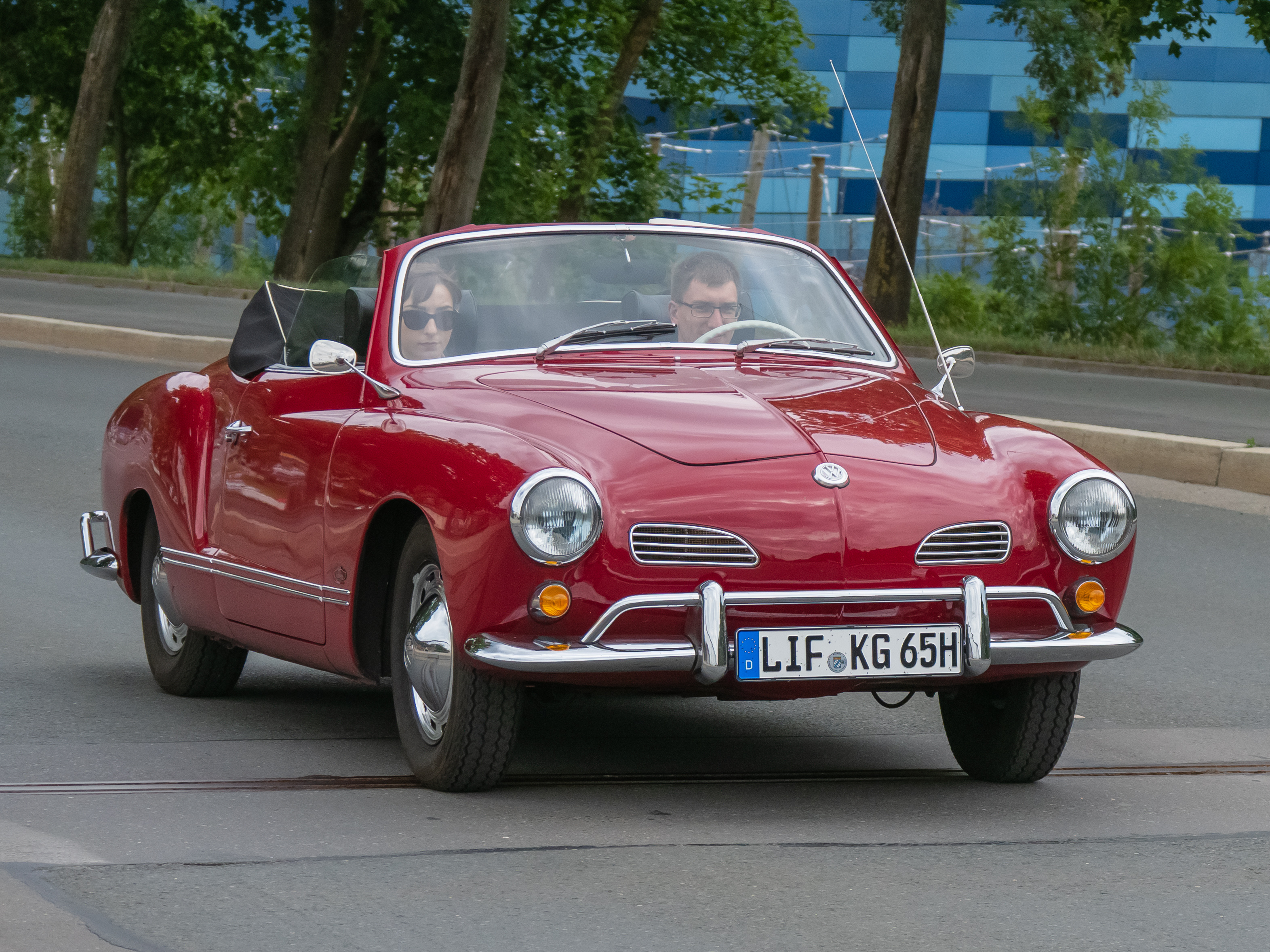
カルマンギア タイプ1カブリオレ

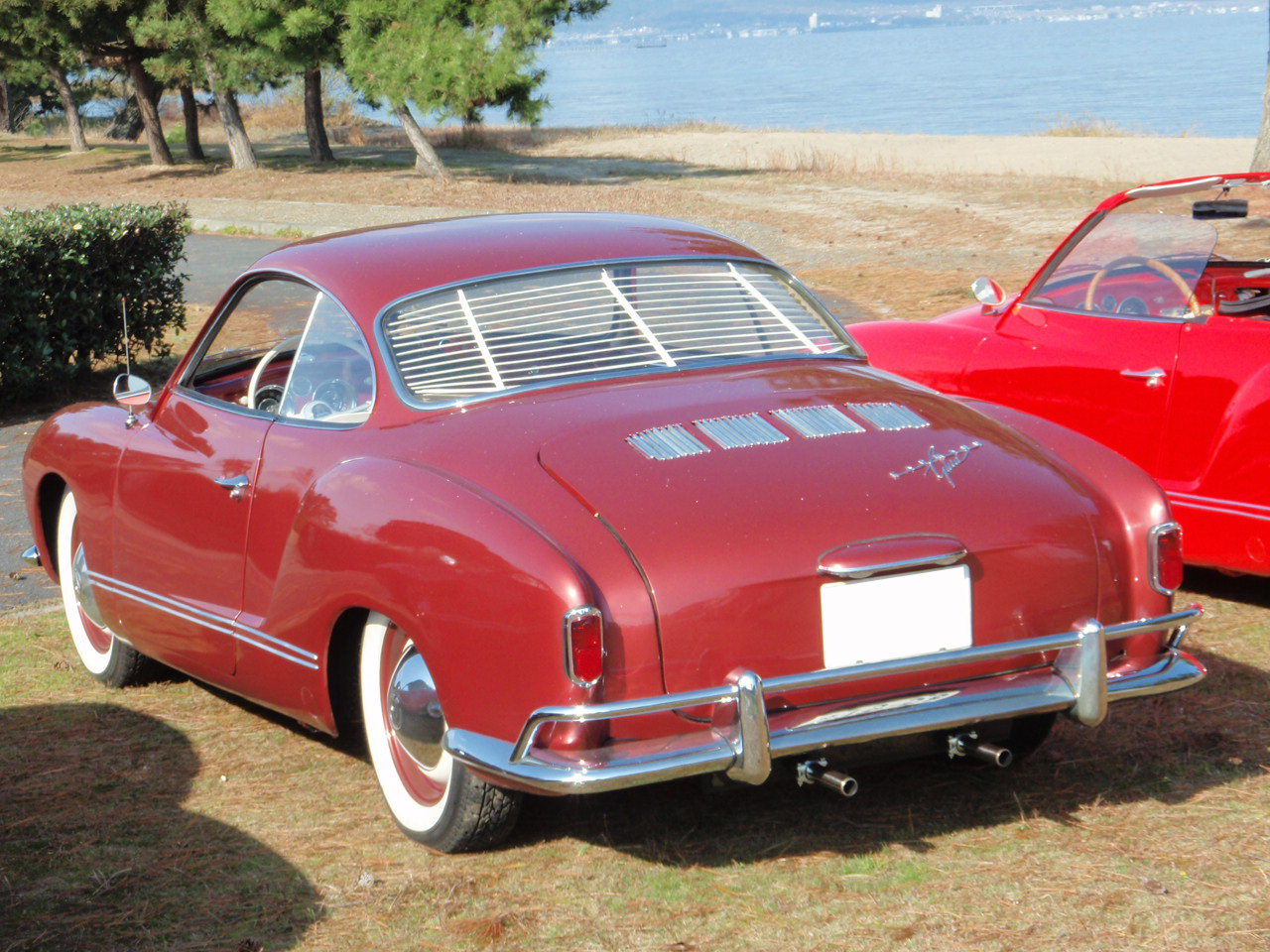
カルマンギア タイプ1：初期型 角テール(1955年～1959年)

カルマンギア（Karmann Ghia ）とは、ドイツのフォルクスワーゲンが製造・販売した自動車。大衆車であるタイプ1（ビートル）をベースとして開発されたクーペ型スペシャルティカーである。

## 概要
ドイツのコーチビルダーであるカルマンが企画し、イタリアのカロッツェリア・ギアの原デザインに基づいてボディを生産、これにフォルクスワーゲン量産車のコンポーネンツを組み合わせる合作により誕生した車で、ネーミングの由来もカロッツェリアとコーチビルダー両者の社名を組み合わせたものである。
タイプ1(ビートル)をベースとした「1200」（タイプ1、タイプ14とも。のち排気量拡大）が1955年7月に発表され、その後タイプ3をベースとした「1500」・「1600」（タイプ3、タイプ34とも）が1961年に発売された。クーペモデルをベースに、オープンボディとなるカブリオレモデルも製作されている。
鈍重なビートルや実用一点張りなタイプ3セダンなどに比べ、いずれもギアの手になる流麗なスタイリングが最大の特徴で、タイプ1が全面的に曲面デザインで構成されたボディを持つのに対し、タイプ3はグラスエリアを広げ、シボレー・コルヴェアの影響を彷彿とさせるウエストライン周りの直線的モチーフをボディのキャラクターラインに大幅に取り入れている。ただし、流用品のヘッドライト周りとノーマルのホイールキャップは「フォルクスワーゲンらしさ」をうかがわせた。
フォルクスワーゲン・シャーシと組み合わせてのコーチワークはカルマン工場が担当。パワートレインやバックボーン・プラットフォームシャーシの基本構造はフォルクスワーゲン・タイプ1と同じで、水平対向4気筒の空冷OHVエンジンをRRレイアウトで搭載することも変わらない。
後発のタイプ3系はタイプ1系ほどの人気を得ることができず、並行生産の後にタイプ1より早い1969年に生産中止となった。タイプ1は安全対策改善や排気量拡大型のエンジン搭載などの改良を受けつつ、1973年まで生産されるロングセラーとなった。
またブラジル法人のフォルクスワーゲン・ド・ブラジルではタイプ3系は導入されず、1969年までタイプ1が生産された後の1970年よりブラジル法人独自モデルの「TC」に移行し、1975年まで生産された。
量産車であるフォルクスワーゲンをベースとしているため比較的安価、メンテナンスも容易で、アメリカ市場では特に好評を博した。パワートレイン仕様は通常のフォルクスワーゲンと大差ないものであり、走行性能は通常型フォルクスワーゲンをやや上回る程度で、決して飛び抜けた高性能ではなかった。それでも車高が低くスタイルが良いため、スポーツカー的な感覚を気軽に味わえる「プアマンズ・ポルシェ（poor-man's Porsche：貧乏人のポルシェ）」と評され、市場では一定の人気を保ち続けた。ブラジル法人生産分を含めて、累計44万台以上が造られた。日本ではヤナセが正規輸入を行っていた。
生産中・生産終了後を通じ、カスタマイズも頻繁に行われてきた。ローダウン・排気量アップなどが行われ、今なお社外部品も広く出回っている。

## 歴史
- 1953年 - プロトタイプが作られる。
- 1955年7月 - 1200クーペ発表。
- 1957年9月 - 1200カブリオレ発表。
- 1959年 - デザインを変更。ヘッドライトの位置・フロントグリルの形状を横2本から3本へ変更。角テールだったテールレンズデザインをいわゆる「三日月テール」に変更。
- 1962年 - （タイプ3シリーズ）1500クーペ登場。
- 1965年 - タイプ1系は1.3Lへと排気量アップ。タイプ3系に1600登場。
- 1966年 - タイプ1系は1.5Lへと排気量アップ。同時に内部の電装が6Vから12Vへ変更された。ホイールの形状を5穴から4穴に変更。
- 1969年 - タイプ3系は1500・1600とも生産終了。タイプ1系は1.6Lへと排気量アップし、丸型だったフロントウインカーレンズの形状を横長四角形に変更、テールレンズも若干大きくなった。以後カルマンギアの生産はタイプ1系に集約された。
- 1970年 - エンジンをデュアルポート化。
- 1970年 - ブラジル法人でTC登場。
- 1971年 - デザイン変更。テールが縦長の大型テールになり、バンパーの形状も変更された。
- 1973年 - タイプ1系生産終了。
- 1975年 - TC生産終了。